# زيغن

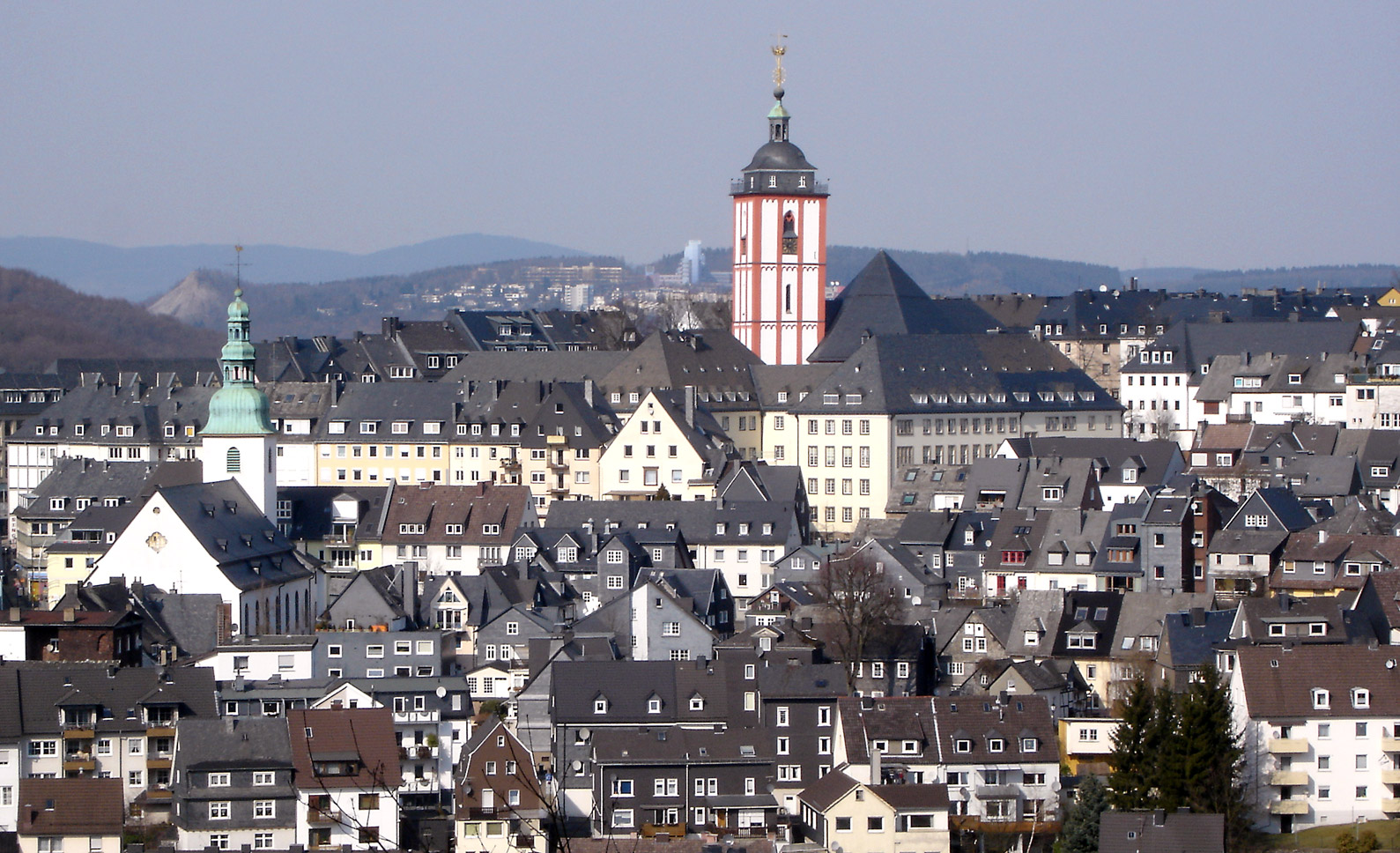

زيغن (Siegen) مدينة في ألمانيا، في جنوبي وستفاليا الجزء من ولاية شمال الراين وستفاليا.
انه يقع في منطقة زيغن فيتغنشتاين في منطقة أرنسبيرغ. مدينة جامعية (14100 طالب وطالبة في الفصل الدراسي الشتوي 2010-2011) هي مقر المقاطعة، ويأتي في المرتبة بأنها «مركز أعلى» وهو في التجمعات السكنية في المدن الجنوبية وستفاليا.
في عام 1975، في عملية الإصلاحات البلدية وحالات اندماج، تجاوز عدد السكان في تخم زيغن 100،000.

## توأمة
لزيغن اتفاقيات توأمة مع كل من:
- شبانداو
- بلاوين
- كاتفايك
- ليدز
- يبر
- زكوبن
- ليدز [الإنجليزية]‏

## أعلام
- لوكا فالدشميت
- بيتر بول روبنس
- أدولف بوش
- فريتز بوش
- فلوريان كرينغه
- والتر شنايدر